# Донауінзель (станція метро)

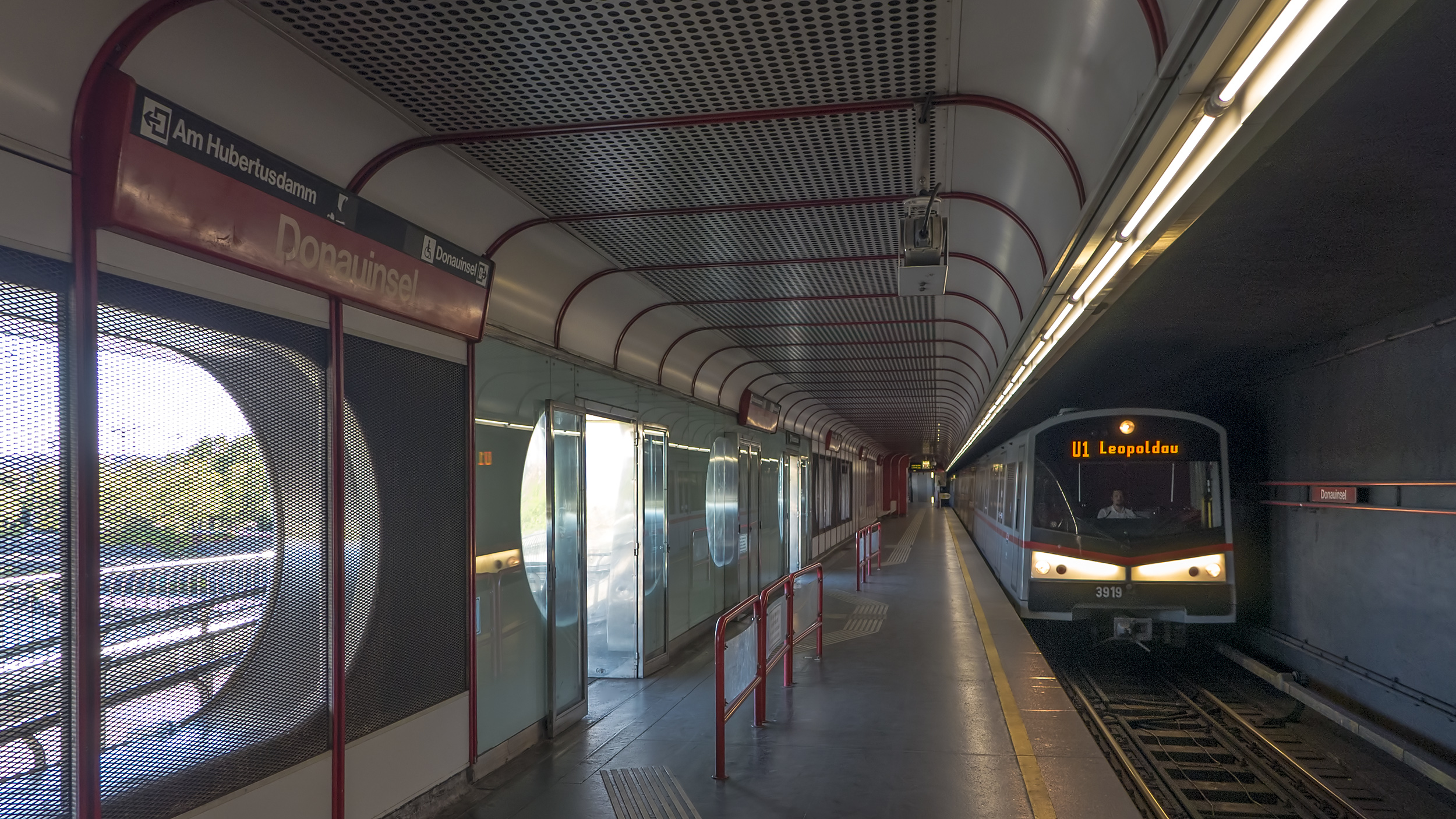
Платформа в напрямку станції «Кайзермюлен-ВМЦ»

48°13′44″ пн. ш. 16°24′40″ сх. д. / 48.229° пн. ш. 16.411° сх. д.
«Донауінзель» (нім. Donauinsel; в перекладі — Дунайський острів) — станція Віденського метрополітену, розміщена на лінії U1 між станціями «Форгартен-штрасе» та «Кайзермюлен-ВМЦ». Відкрита 3 вересня 1982 року у складі дільниці «Пратерштерн» — «Центрум-Кагран».
Розташована в 22-му районі Відня (Донауштадт), на мосту Райхсбрюке через Новий Дунай.